# Qanat

Illustration der Qanatfunktion

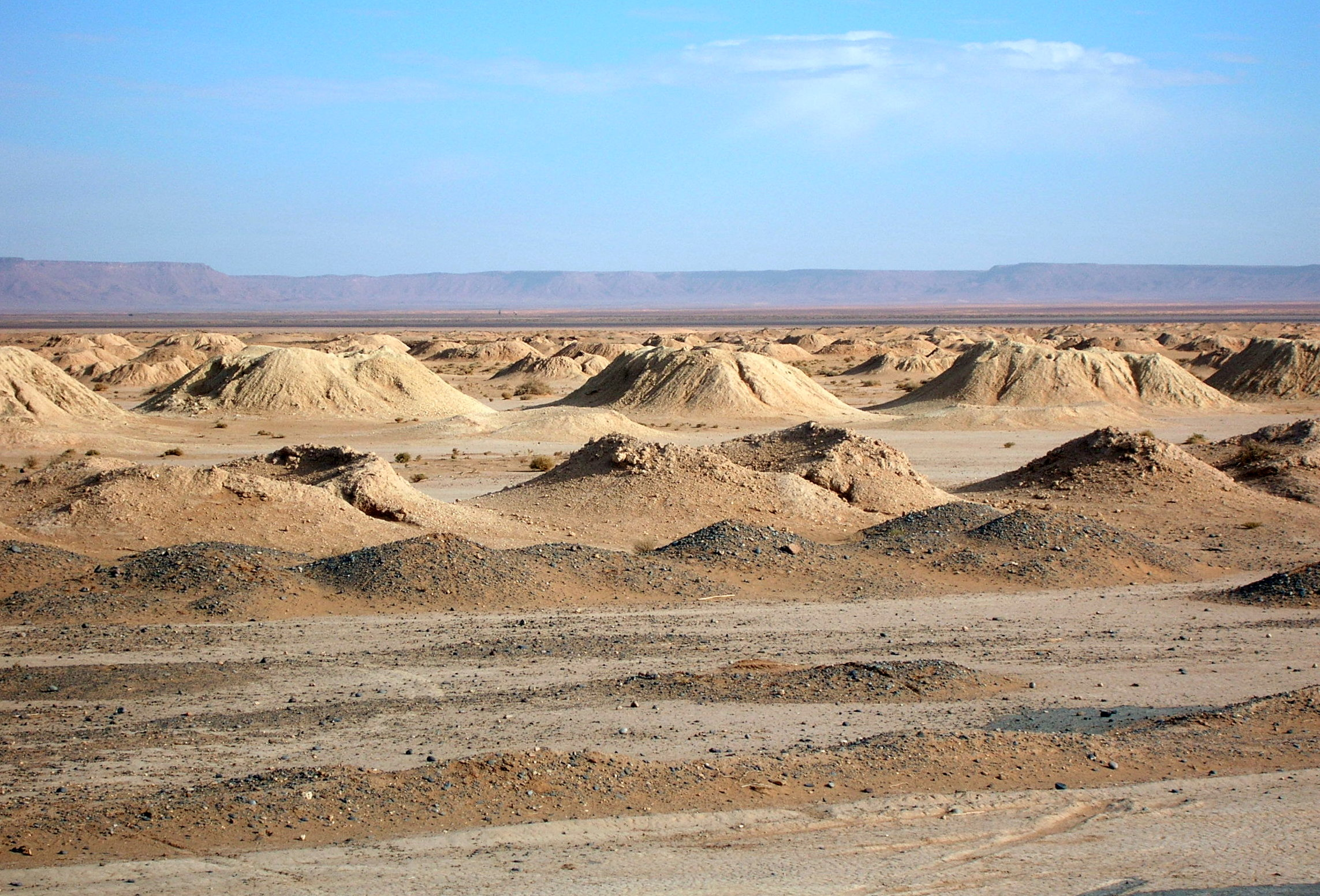
Aushubkegel mehrerer Ketten von Qanat-Schächten bei Erfoud

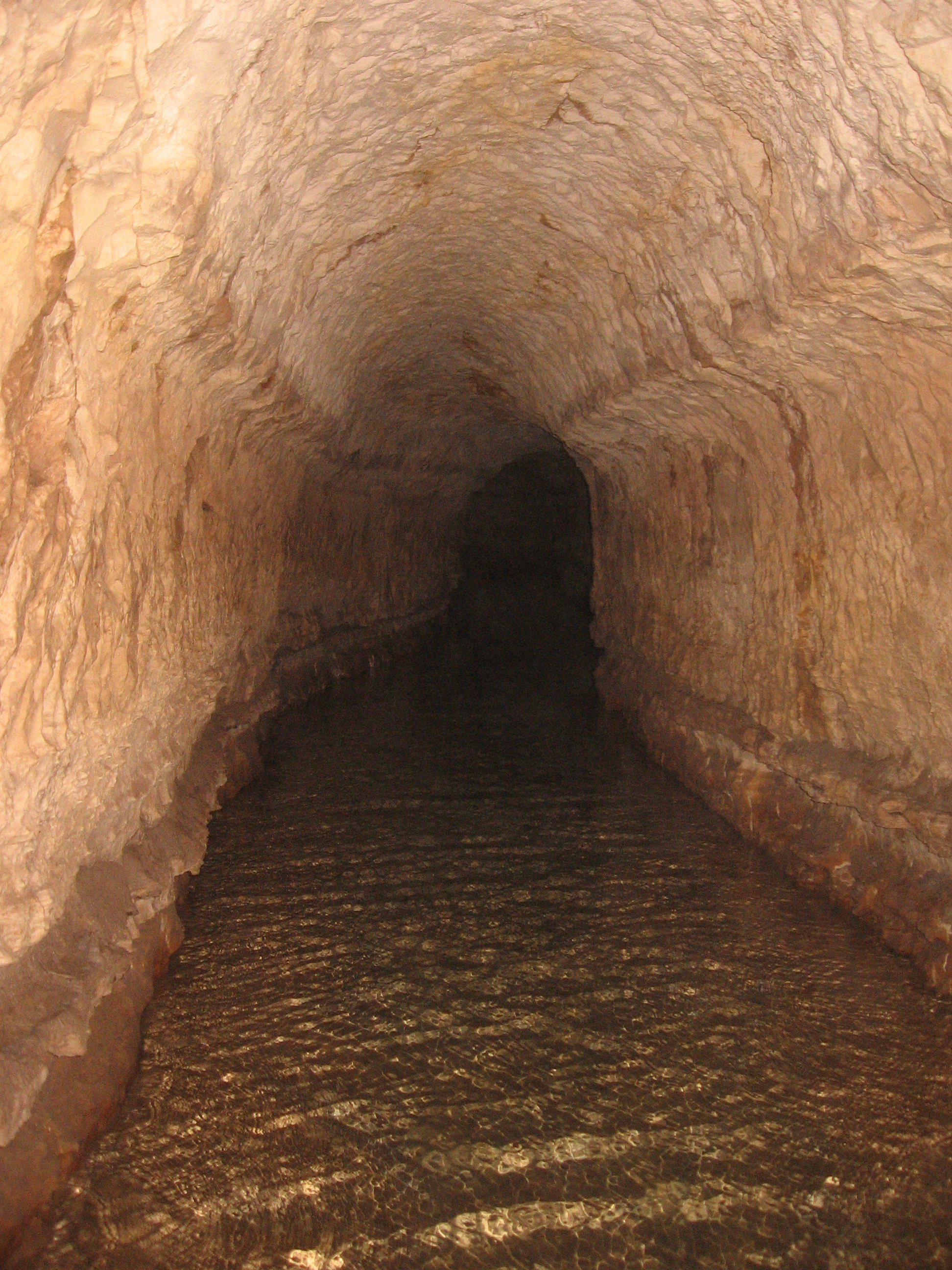
Qanat Fir'aun

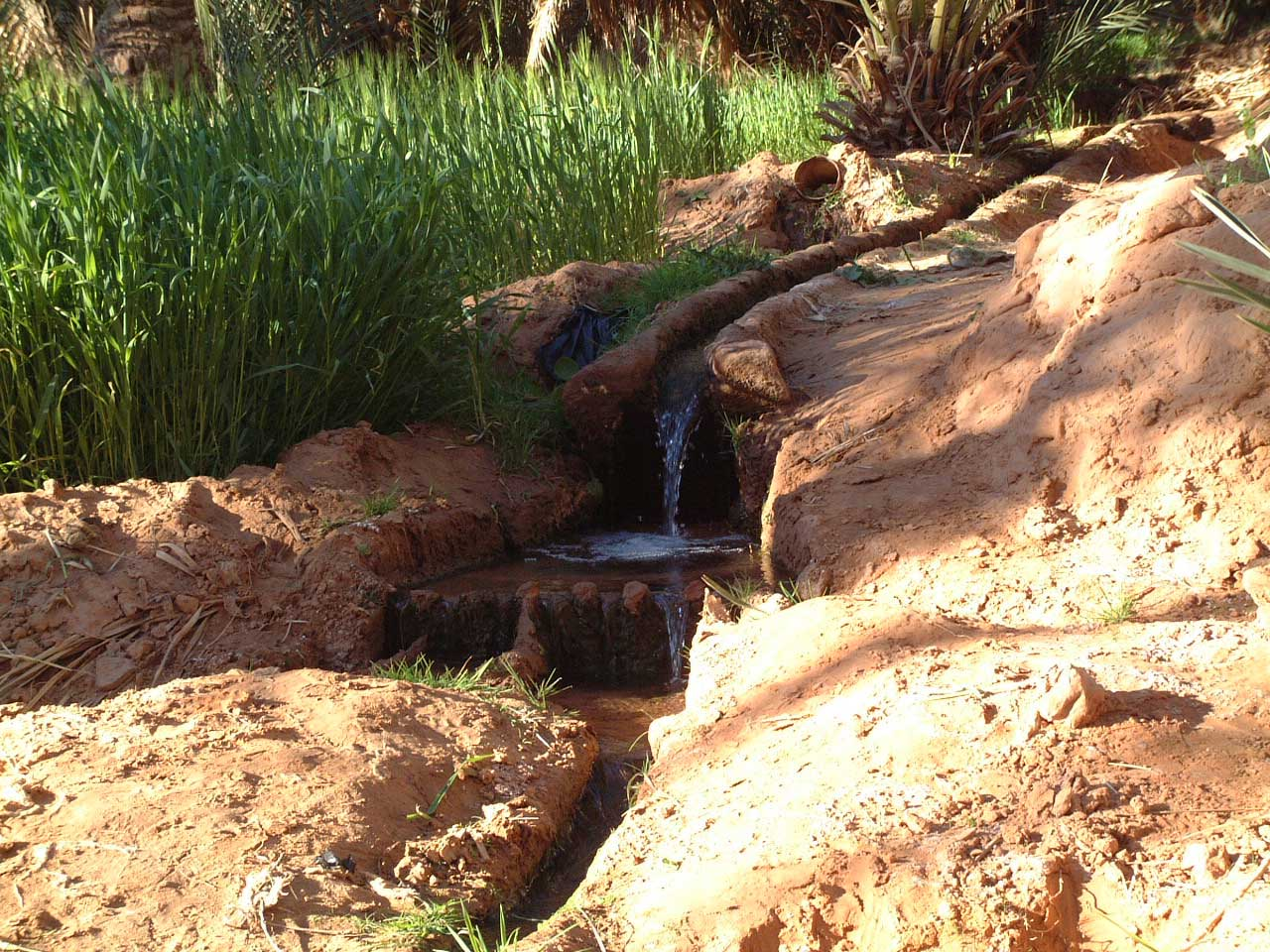
Austritt eines Qanats

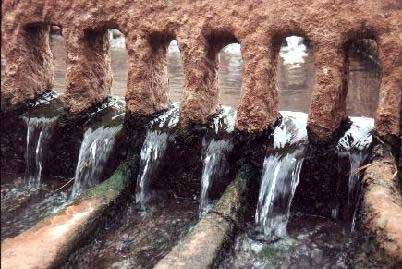
Verteilungsgitter eines Qanats

Ein Qanat oder Kanat (persisch کاریز oder persisch قنات, DMG Kariz, arabisch قناة, DMG Qanāh) ist eine traditionelle Form der Frischwasserförderung meist in Wüstengebieten, um Trink- und Nutzwasser aus höher gelegenen Regionen zu beziehen. Ein Qanat besteht aus einem Mutterbrunnen, mehreren vertikalen Zugangsschächten und dem Qanat-Kanal. Der Qanat-Kanal ist ein Freispiegelstollen, der mit geringem Gefälle vom Mutterbrunnen über die Zugangsschächte bis zum Qanat-Austritt führt.

## Bezeichnungen
Qanate kann man in fast allen Ländern am Persischen Golf sowie in Afghanistan, Pakistan, Syrien, Libyen, am Rande der Taklamakan und im gesamten Maghreb sowie auf den Kanarischen Inseln finden. Daher gibt es viele verschiedene Bezeichnungen für sie. Auf Persisch heißen sie auch Kariz bzw. Karez (كاريز, DMG Kārīz). In Oman werden sie Faladsch genannt, in Nord-Afrika, im Maghreb, lautet die Bezeichnung Foggara, was so viel wie „unterirdischer Stollen“ bedeutet. In Marokko sind auch die Bezeichnungen Rhetara, Khettara, Hattaras oder Käris gebräuchlich.

## Geschichte
Der Ursprung der Qanat-Wassergewinnung liegt vermutlich vor über 2000 v. Chr. im Raum des heutigen Iran, wobei erste schriftliche Hinweise aus einem Bericht über einen Feldzug Sargons II. (722 bis 705 v. Chr.) stammen. Vor allem am Rande der Wüsten Lut und Kawir wird heute noch auf diese Art Wasser gewonnen. Als eines der frühesten Qanate gilt das von Zavareh, das über 5000 Jahre alt ist. Ein anderes Beispiel ist das Qanat von Gonabad, mit einem Mutterbrunnen von 350 m Tiefe und einem Alter von über 2500 Jahren.
Von Iran aus verbreitete sich die Technik der unterirdischen Bewässerungskanäle vor allem über die Seidenstraße und erreichte nach der ersten persischen Eroberung im Jahr 525 v. Chr. Ägypten. Qanatsysteme sind beispielsweise in der Oase Charga nachgewiesen. Später breitete sich diese Technik auch in das Römische Reich aus, wo jedoch die Technik der Aquädukte maßgebender war. Ein Beispiel für eine römische Qanat-Leitung wurde in Brey am Rhein entdeckt, noch weiter nördlich, im Kreis Düren liegt mit 1660 m das längste Wassertunnelbauwerk nördlich der Alpen, das auf diese Weise gebaut wurde: der Drover-Berg-Tunnel. Ebenso gibt es in Trier und Umgebung mehrere Qanate. So existiert z. B. im Stadtgebiet von Trier im Stadtteil Trier-Feyen/Weismark das Qanat Kirchenbungert und im Trierer Umland weiterhin der Qanat von  Pölich.

Technologische Verbreitung der Qanate

In Gegenrichtung breitete sich die Technik bis in das nördliche Indien aus, wie Megasthenes etwa 300 v. Chr. berichtet. Doch auch in China sind sie zu finden, z. B. im Bewässerungssystem von Turfan. Mit den Arabern erfuhren die Qanate eine Ausbreitung nach Algerien, Marokko, Sizilien (z. B. die Qanate von Palermo), schließlich Spanien und von hier auf die Kanaren und nach Südamerika.
2016 wurde eine Auswahl von 11 Qanaten aus dem Iran unter dem Titel Die persischen Qanate in das UNESCO-Welterbe aufgenommen.

## Planung und Bau

### Ursache für den Qanatbau und Ursprung des Wassers
Die Qanattechnik breitete sich vor allem in den Hochlandkulturen aus, weil hier größere Flüsse fehlen und die Siedlungen außerdem nahe zu einem vergleichsweise niederschlagsreichen Berg oder Gebirge liegen. Doch auch das aride Klima mit seinen extrem hohen Verdunstungsraten ist mitverantwortlich, da Quellen schnell austrocknen und eine oberflächliche Leitung des Wassers über lange Distanzen zu hohen Verdunstungsverlusten führen würde. Für den Grundwasserreichtum sind vor allem die Steigungsregen der Berghänge verantwortlich, deren Wasser versickert und sich in der Tiefe über einem Grundwassernichtleiter ansammelt. Diese Aquifere liegen für einfache Brunnen in weiter Entfernung zu den Versickerungszonen oft zu tief. Wenn in den Bergen jedoch Sickerwasser auf wasserundurchlässige Schichten trifft, entsteht Schichtenwasser über dem eigentlichen Grundwasser; hier besteht die Möglichkeit, das Wasser abzufangen, bevor es in größere Tiefen verschwindet. Diese Schichtenwasserspeicher besitzen jedoch ihre eigene Strömungsdynamik, so dass dieses Wasser nicht überall vorliegt oder zu erreichen ist.

### Vorbereitungen
Aus diesem Grund legt man zunächst Versuchsbrunnen (gamaneh) an und ermittelt das Wasseraufkommen durch Schöpfversuche. Gesucht wird ein gleichmäßiger und ausreichender Wasserzustrom. Ist dieser vorhanden, wird oberirdisch die Route des Qanats festgelegt, erst danach fangen mit dem Anlegen eines bis zum Grundwasser reichenden Mutterbrunnens (bir al-umm) die eigentlichen Arbeiten an.
Diese werden in der Regel von Arbeitstrupps aus drei bis vier Personen durchgeführt – im Maghreb nutzte man hierfür schwarze Sklaven. Diese sind wegen der engen Schächte und Stollen mit nur einfachstem Gerät ausgestattet. Dazu zählen etwa Seile, kurze Spaten oder auch Hacken, meist einfache Lichtquellen und die zur Bestimmung der Vortriebsrichtung nötigen Utensilien (Wasserwaage, Lot). Regional wurden auch eigene, speziell angepasste Werkzeuge entwickelt. Als weiteres Werkzeug nutzten die Erbauer Schlauchwaagen.
Konzeption und Bau eines Qanats erfordern detaillierte Kenntnisse des Untergrunds und des hierdurch bedingten Verhaltens des Wassers, vor allem um die Sicherheit der Arbeiter zu gewährleisten. Dennoch ist die Arbeit an einem Qanat sehr gefährlich. Nur ihre geringe Größe schützt Schächte und Stollen gegen die wirkenden Kräfte im Untergrund, die Gefahr eines Einsturzes oder Wassereinbruchs ist omnipräsent. Neben diesen Sicherheitsaspekten sind vermessungstechnische Kenntnisse unabdingbar, da man ein beständiges Gefälle garantieren muss, der Qanat möglichst gerade sein sollte und die Arbeit nur erfolgreich sein kann, wenn die Basis der Schächte richtig anvisiert wird. Mit vergleichsweise primitiven Hilfsmitteln, einer schwachen Beleuchtung und allgemein widrigen Bedingungen ist dies jedoch höchst schwierig und erfordert viel Erfahrung.

### Bau
Ausgehend vom Mutterbrunnen und der durch ihn festgelegten Route, beginnt man vom Zielort des Wassers aus, also dem Siedlungsbereich, etwa alle 20 bis 35 Meter brunnenartige Schächte zu graben. In einigen Fällen wurde von beiden Seiten gleichzeitig gegraben. Die Schächte liegen in einer Reihe und weisen auf den anvisierten Mutterbrunnen. Manchmal werden sie im Bereich des Grundwasserleiters zur Steigerung der Wassermenge durch Verzweigungen ergänzt, dem Qanat zugeschaltete Unterqanate (sozusagen unterirdische Nebenflüsse). Der Abstand der Schächte bedingt den Arbeitsaufwand, weshalb er im Rahmen des für die spätere Wartung Verantwortbaren gerne ausgedehnt wird, besonders wenn sehr tief gegraben werden muss. Damit erschwert sich jedoch die immer wieder notwendige Neubestimmung der Grabungsrichtung. Noch wichtiger dürfte die Tatsache sein, dass der Aushub bei den späteren Horizontalgrabungen nur sehr mühsam an weit entfernte Schächte geliefert werden kann, was so deren Abstand einschränkt. Je geringer die Grabungstiefe ist, desto günstiger ist es, auch den Abstand der Schächte gering zu halten (manchmal kaum 20 Meter). Die Gesamtlänge solcher Schacht-Ketten kann im Normalfall bis zu 16 km betragen, es gibt jedoch auch Rekorde mit bis zu 80 km. In diesen Fällen kann man davon ausgehen, dass man mit dem Bau im Bereich der Siedlung auf das Gebirge hin begann, ohne zu wissen, wann man (und in welcher Höhe) auf den Grundwasserleiter traf. Auf Grund der Desertifikation (und damit des fallenden Aquifers) ist ebenso davon auszugehen, dass diese langen Qanate im Laufe von Jahrhunderten genutzt und verlängert wurden. Die Schächte sind in der Regel 20 bis 200 Meter tief, wobei im Iran im Einzelfall eines Qanats in der Provinz Chorasan 450 m erreicht worden sein sollen. Sie dienen zur Herstellung und später zur Instandhaltung des Stollens sowie zum Luftaustausch.
Die Sohlen der Schächte werden miteinander verbunden, so dass zum Tal hin Wasser zur Bewässerung der Felder aus dem Berg tritt. Auch das Kondenswasser sammelt sich, von den Felswänden heruntertropfend, in der Tunnelrinne. Der wasserführende Stollen selbst ist 50 bis 80 cm breit und 90 bis 150 cm hoch. Der Stollen muss ein hangabwärts gerichtetes kleines Gefälle aufweisen, um ein Abfließen des Wassers zu gewährleisten. Dieses Gefälle darf nicht zu groß sein, da das Wasser sonst eine zu hohe Geschwindigkeit erreicht und die unbefestigten Stollen-Wände erodiert. Dies würde die Stollen destabilisieren und schließlich zum Einsturz führen, gleichzeitig durch die Wasserfracht auch die Wasserqualität stark herabsetzen. Bei einem Gefälle >1° wird zudem der Grundwasserleiter evtl. nicht erreicht. In kürzeren Qanaten schwankt das Gefälle zwischen 1:1000 und 1:1500; in längeren ist es nahezu horizontal. Ist der Höhenunterschied zu groß, können Stufen eingebaut und somit unterirdische Wasserfälle geschaffen werden. Hieran wurden in manchen Fällen Mühlen angeschlossen.
Die Vortriebsgeschwindigkeit ist sehr unterschiedlich und richtet sich vor allem nach der Tiefe, der Zahl der Arbeiter und der Bodenbeschaffenheit. Bei 20 Metern Tiefe erreicht ein Arbeitstrupp von vier Personen etwa 4 m/Tag, bei 40 m Tiefe halbiert sich dieser Wert. Der Qanatbau dauert daher in der Regel mehrere Jahrzehnte.
Der Aushub wird meist mittels Ledersäcken aus den Schächten transportiert und um den Schachtausgang angehäuft. Aus der Luft sehen die Schächte aus wie eine lange Aneinanderreihung ungewöhnlich großer Maulwurfshügel.

## Wartung
Für die Gewinnung sauberen Trinkwassers ist die ständige Reinigung der Abflussrinnen von Schlamm und Sand notwendig. Dies folgt genauen Regeln. Um die Schächte vor Materialeintrag von außen abzuschirmen, wurden sie vor allem im direkten Siedlungsbereich abgedeckt.

## Anzahl und Rolle
Allein im Iran waren zur Zeit des Perserreichs zwischen 40.000 und 50.000 Qanate gleichzeitig aktiv. Viele antike Qanatsysteme wurden aber aufgegeben und verfielen. Sie wurden in jüngster Vergangenheit im Rahmen von Befliegungen wiederentdeckt. Heute werden im Iran ca. 20.000 bis 25.000 Qanate unterhalten. Diese haben eine Transportleistung von durchschnittlich gut 2.000 bis maximal 35.000 Kubikmeter pro Tag. Zur Zeit des Perserreichs bestand ein Durchfluss von rund 1.000 m³/s (32 Mrd. m³/a), was etwa dem dreifachen der Elbe in Dresden entspricht. Hatte man keinen permanenten Aquifer erreicht, so konnte der Durchfluss je nach Jahreszeit stark schwanken. Genutzt wurde das Wasser als Trinkwasser, der überwiegende Anteil fand jedoch als Nutzwasser in der Oasen-Landwirtschaft Verwendung und machte diese damit in den ansonsten ariden Gebieten erst möglich; denn Alternativen zu den Qanaten gab es in den entsprechenden Gebieten kaum.